# 凤林乡
凤林乡，是中华人民共和国四川省达州市宣汉县曾经下辖的一个乡。2020年6月，撤销凤林乡，将原凤林乡凤凰村、桥沟村、斜坪村划归南坪镇管辖。将原凤林乡独山村所属行政区域划归黄金镇管辖。

## 行政区划
凤林乡撤销前下辖以下地区：
凤凰村、马板村、斜坪村、桥沟村和独山村。